# María Teresa Carrera i González
María Teresa Carrera i González (Cabezón de la Sal, Cantàbria, 30 de març de 1950) és una política catalana d'origen càntabre, diputada al Parlament de Catalunya en la VII Legislatura. És diplomada en Treball Social i obtingué un màster en Gestió i Dret Local en l'Administració pública.
Va estudiar a Valladolid, on participà en les vagues estudiantils i entrà en contacte amb el Partit Comunista, en el qual s'afilià el 1969. Va viure a Girona i després a Barcelona, on s'incorporà al PSUC el 1973. El 1977 es traslladà a viure a Tarragona, on, amb la legalització dels sindicats, s'afilià a CCOO i  des del juny del 1977 fins al 1979 en va ser la primera assessora juridicolaboral col·laborant també en les negociacionsó col·lectives. Va formar part de la candidatura del PSUC a les primeres eleccions locals democràtiques.
Ha treballat com a funcionària a la Diputació de Tarragona des de 1980, com a treballadora social i de medi ambient. Va participar en l’elaboració del Codi d’Ètica del Col·legi Oficial de Diplomats en Treball Social i Assistents Socials, on va ser membre del Consell Assessor d’Ètica Professional entre els anys 1984 i 1991.
Va ser membre de la Comissió Executiva de la Federació del PSC-PSOE al Camp de Tarragona, partit al qual s'afilià el 1996. Fou escollida diputada a les eleccions al Parlament de Catalunya de 2003 per la província de Tarragona. De 2004 a 2006 fou presidenta de la Comissió d'Indústria, Energia, Comerç i Turisme del Parlament de Catalunya. Des del 2007 va ser coordinadora de l’Agenda 21 a l’Ajuntament de Tarragona, on contribuí a elaborar i implementar el Pla d’acció cap a la sostenibilitat.
Presidí l’Associació Salvador Allende de Tarragona des de 2012 per promoure els valors de justícia social, solidaritat i llibertat del president Allende.